# Piggotia ulmi
Piggotia ulmi är en svampart som först beskrevs av Robert Kaye Greville, och fick sitt nu gällande namn av Keissl. Piggotia ulmi ingår i släktet Piggotia och familjen Venturiaceae.   Inga underarter finns listade i Catalogue of Life.